# Pártos Jenő
Pártos Jenő (született: Pollák) (Budapest, 1895. május 26. – Budapest, 1963. szeptember 1.) magyar író, dalszövegíró, zeneszerző. Számos műfajban dolgozott a 20. században. Írt operettet, táncdalt, magyar nótát, leginkább szövegíróként, de néha zenét is komponált. Népszerű budapesti szerző volt. Szerzőként az orfeumi kupléktól a tangókon; angol és orosz fordításokon át az ötvenes évek sematikus művészetéig mindenhol megtalálta a helyét.
Szerzői kódja IPI 00023550906 Pártos Jenő a Discogson

## Származása
Szülei Pollák Elkán (1860–1924) csejtei születésű nyomdatulajdonos és Marmorstein Rozália (1863–?) voltak. Apai nagyszülei Pollák József és Gemeiner Mária, anyai nagyszülei Marmorstein Jakab szatócs és Hoffmann Antónia voltak.

## Érdekesség
Argentínában számon tartják Sonia, balada rusa című tangóját (Szonyja, orosz ballada), amelyet 1920-ban írt. Ez annyira népszerű lett, hogy letölthető az internetről spanyolul, svédül, finnül, csehül, szerbül.[forrás?] A román szöveg nem található. A dal egy féltékeny férjről szól, aki megölte a felesége szeretőjét, Szibériába száműzték, és onnan vágyik vissza a feleségéhez, Szonyjához.
Amikor Fedák Sárit 1946 februárjában méltatlanul a Népbíróság elé vitték, Pártos Jenő gúnydalt írt a népügyészről; Jacobi: Sybill levelét átírta Dalol a bohóc címmel.

## Operett
Fényes Szabolcs–Szécsén Mihály–Pártos Jenő: a Rigó Jancsi című operettből Budapest, te csodás

## Dalok
- Pártos Jenő: Texasvölgyi aranyvirág, Texas-rag és fox-trott[8]
- Dankó Pista- Pártos Jenő- Sally Géza: Az a szép, az a szép, Akinek a szeme kék (Amerikában Fine and True címen előadta: Paul Olga ISWC T-903.949.885-6
- Jaromir Vejvoda – Vašek Zeman – Pártos Jenő: Sej-haj, Rozi (Škoda lásky)
- Gabriel Ruiz – Sunny Skylar– Lopez Mendez – Pártos Jenő : Amor amor amor
- Sally Géza (Salamon Géza) − Pártos Jenő: Könnyebb, mint az 1x1 ─ A pesti Lambeth (Lambeth Walk) T-007.126.228-6 Fekete Pál
- Salamon Géza–Pártos Jenő: Nyírbátorban van egy asszony T-007.008.777-2 (Kalmár Pál)
- Saly Géza–Páros Jenő: Mezőcsáton van egy asszony T-007.127.985-0 (Egri lakodalmas együttes)
- Komáromi Andor–Pártos Jenő: Kimondhatom T-007.165.872-4
- Pártos Jenő: Jó ember a tömbmegbízott T-007.126.227-5 (Kazal László)
- Kerekes János–Pártos Jenő: Hogyha egy kislány rámnevet T-007.110.669-8
- Georges Boulanger – Pártos Jenő: Száll ez a halk szerenád (Avant de mourir) T-007.191.038-7
- Noel Gay -Douglas Furber – Arthur Rose – Pártos Jenő: Három lépés (Lambeth Walk)
- Pártos Jenő–Bedřich Löhner (Beda): Szonja, Szonja (balada ruse) Sonja a Discogson[9] Magyar szöveg: Zágon István[10] 
ISWC T-802.136.837-7 '"Trondhjem, Trondhjem"('Trondheim, Trondheim')' címen norvégul Odd Nansen szövegével
- Harry Warren- Pártos Jenő: Chattanooga–choo-choo (filmdal)
- Szentiványi György–Pártos Jenő: Gazda rétre megy T-007.175.165-9
- Harry Warren – Mack Gordon – Pártos Jenő: December van hó hull az égből (I know why), filmdal
- Garai Gusztáv − Pártos Jenő: Csak álmodom[11]T-007.100.561-2 Lantos Olivér
- Bástyai I. – Pártos Jenő: Lánc lánc, eszterlánc (Kardos-trió, Solymossy Lulu tánczenekara) His Master's Voice; Lemezszám: HU 260
- Jáhn Antal – Pártos Jenő: Hogyha az a bajod (Kazal László) T-007.005.249-1 Durium-Patria; Lemezszám: DAC 47.386
- Boksz – Cox – Butler – Roberts – Pártos Jenő: Horsey! Horsey!
- Pál Kőszegi – Jenő Pártos: Every one of them let me down (BMC Records), angolul,[12] magyarul[13]
- Kőszegi Pál (zene) – Pártos Jenő (szöveg): Én mindenkiben csalódtam T-007.175.165-9 (1940; az eredetije, magyarul)
- Harry Warren – Pártos Jenő: Mi tudjuk csak (I know why)
- Orbán Gyula–Pártos Jenő: Egy kis történelem – Yes my Darling, swing-fox (Durium zenekar, Kazal László) DAC 46.327
- C. Friend – D. Franklin – Pártos Jenő: Ha az ajkam csókot vár
- Sally Géza – Pártos Jenő: Könnyebb, mint az egyszeregy
- Pártos Jenő: A tölgyfa Kazal László
- Fényes Szabolcs–Pártos Jenő: A nevető ember T-007.003.961-0 (Kazal László)
- Fényes Szabolcs–Szécsén Mihály–Pártos Jenő: Budapest, Budapest, te csodás T-007.000.157-8
- Georges Bizet, Horváth Jenő, Pártos Jenő: A Gyöngyhalász (Karády Katalin, Kazal László, később: Vámosi János, Záray Márta)
- Matvej Blantyer – Pártos Jenő: Katyusa (Karády Katalin)
- Matvej Blantyer – Pártos Jenő: Gyévuska T-007.201.505-4 (Mezey Mária, Karády Katalin) Pepita
- Pártos Jenő: Sej, diri-dongó (Kazal László) HCD 16872

- Horváth Jenő–Pártos Jenő: Szeress, nagyon szeress T-007.106.669-7
- Horváth Jenő–Pártos Jenő: A három jóbarát Harsányi együttes T-007.005.012-2
- Pártos Jenő: Pityu Harsányi-énekegyüttes
- Szép ez az éj ... (Тёмная ночь)  eredeti szöveg В. Агатов (Agatov), zene: Н. Богосло́вский (Bogoszlovszkij), magyar szöveg Pártos Jenő (eredetileg a Két katona című film betétdala volt) Karády Katalin
- Csanak Béla-Pártos Jenő: Gyönyörű szemed (Vegyianyag Nagykereskedelmi Vállalatok; Hollós Ilona, Fekete Pál)
- Pártos Jenő: Öltözzék ízlésesen; Állami Szabóságok (Harsányi együttes)
- Pártos Jenő: Purzicsán T-007.124.017-9 (Kazal László)
- Pártos Jenő: Pityuka, a törpepapagáj T-007.008.488-6 (Harsányi együttes)

- Pártos Jenő–Szécsén Mihály: Telefon nóta T-007.008.489-7